# دبسي فرج (الرقة)
دبسي فرج قرية سورية تتبع ناحية المنصورة في منطقة الثورة في محافظة الرقة. بلغ عدد سكانها 1366 نسمة في عام 2004 حسب إحصاء المكتب المركزي للإحصاء.